# 泰国人民之声电台
泰国人民之声电台为泰國共產黨的地下电台，1962年3月開播，1979-1981年左右停播。电台向泰国民众宣传共产主义，反对泰国政府，抨击美国介入越南战争及在泰国驻军。
中国共产党为该电台开始运作提供了帮助，该电台总部设于云南。双方亦相互转载其播发的新闻。
1979年1月，中共高层与泰国、柬埔寨协商，合力对抗越南，作为交换条件之一，泰国要求中国停止支持泰國共產黨并关闭其设于云南的泰国人民之声电台。中国于同年7月关闭该电台并停止对泰國共產黨的物资援助。